# Kętrzyno

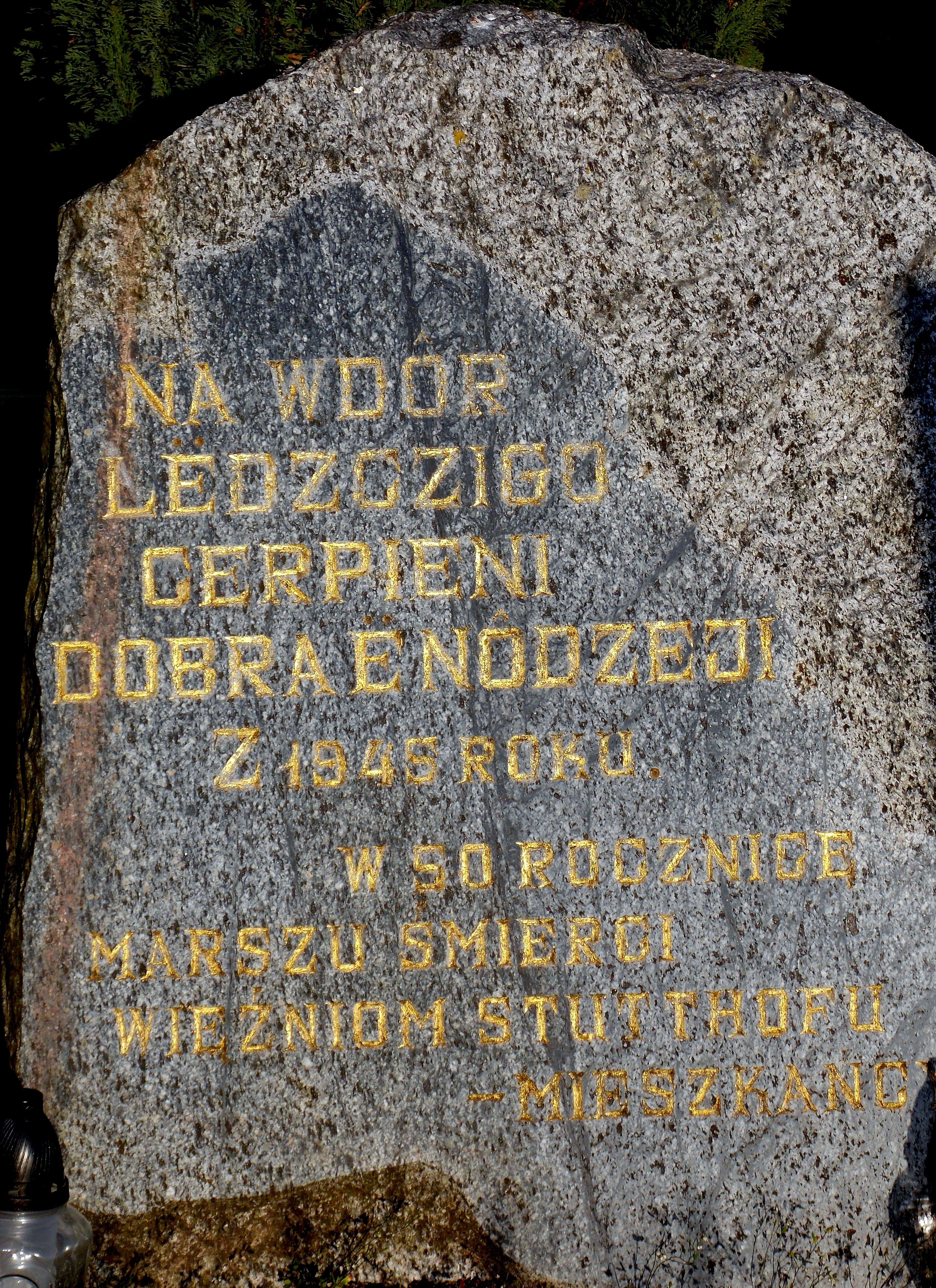
Kamień znajdujący się przed Szkołą Podstawową w Kętrzynie wzniesiony w 50 rocznicę Marszu Śmierci więźniów KL Stuthhof (1945 r.)

Kętrzyno (dodatkowa nazwa w j. kaszub. Kãtrzëno) – wieś w Polsce położona w województwie pomorskim, w powiecie wejherowskim, w gminie Linia.
Kętrzyno to wieś kaszubska, leży przy trasie (zawieszonej obecnie) linii kolejowej z Kartuz do Lęborka.
Wieś szlachecka położona była w II połowie XVI wieku w powiecie mirachowskim województwa pomorskiego. W latach 1975–1998 miejscowość administracyjnie należała do województwa gdańskiego.
Hieronim Derdowski wspomniał o Kętrzynie w swoim poemacie O Panu Czorlińścim co do Pucka po sece jachoł. Z Kętrzyna wywodzi się kaszubska szlachta ewangelicka rodu Kętrzyńskich (Wojciech Kętrzyński) herbu Cietrzew.
W latach 1925–1937 zmieniono nazwę miejscowości z Kantrzyn na  Kętrzyno.
Podczas zaboru pruskiego wieś nosiła nazwę niemiecką Kantrschin. 
Dnia 2 września 1939 roku została zaatakowana przez Niemców ze wszystkich stron znajdująca się w tej miejscowości Polska Placówka Straży Granicznej. W powstałej sytuacji w obawie przed całkowitym okrążeniem dowódca placówki sierż. Stachowiak podjął decyzję o wycofaniu się do pobliskiego Tłuczewa, gdzie kontynuowano obronę.
Podczas okupacji niemieckiej nazwa Kantrschin w 1942 została przez nazistowskich propagandystów niemieckich (w ramach szerokiej akcji odkaszubiania i odpolszczania nazw niemieckiego lebensraumu) zweryfikowana jako zbyt kaszubska i przemianowana na nowo wymyśloną i bardziej niemiecką – Kontenau.
W okolicy Kętrzyna swoje źródła ma struga Węgorza (dopływ Łeby).
W miejscowości znajduje się rzeźba kaszubskiego demona zwanego Wëkrëkùs, wykonana przez Jana Redźkę na podstawie opracowania "Bogowie i duchy naszych przodków. Przyczynek do kaszubskiej mitologii" Aleksandra Labudy. Jest to jedna z 13 figur szlaku turystycznego „Poczuj kaszubskiego ducha" współfinansowanego ze środków unijnych.
Inne miejscowości o nazwie nawiązującej do rodu Kętrzyńskich: Kętrzyn